# Speed Queen (DC Comics)
Speed Queen es una guerrera extraterrestre, oriunda del planeta Apokolips, siendo parte de las Furias Femeninas de Apokolips. Fue creado por escritores Karl Kesel y Barbara Kesel y el dibujante Steve Erwin. Speed Queen debutó por primera vez en las páginas del cómic Hawk and Dove Vol.2 #21 (febrero de 1991), para la editorial DC Comics.

## Biografía ficticia del personaje
Es una guerrera despiadada buscadora de emociones extremas, Speed Queen es miembro del furias femeninas. Emparejada junto a Gilotina, Speed Queen lucharía contra Hawk y Dove en una competencia junto a Malice Vundabar, Speed Queen y Bloody Mary. Speed Queen sería engañada para que patinase en una caldera explosiva, pero ella logra sobrevivir e inmediatamente ataca a los héroes una vez más. Sin embargo, Mailice y Mary serían capacer de ganar la competencia.
Speed Queen continuaría con las furias femeninas y lucharía contra otros héroes como Superboy y los Sovereign Seven. Ella sería brutalmente asesinada en las páginas del cómic Outisders: Five of a Kind - Martian Manhunter/Thunder por el Infinity-Man, el mismo que estaba causando las muertes de los Nuevos Dioses a partir de los acontecimientos narrados en Countdown y La muerte de los nuevos dioses.

## Poderes y habilidades
Speed Queen es naturalmente, una velocista, capaz de moverse a increíibles velocidades en sus patines en línea.

## Apariciones en otros medios
- Speed Queen apareció en el especial de TV de 'DC Super Hero Girls.